# Campeonato Europeo de Gimnasia Artística de 1979
El XIII Campeonato Europeo de Gimnasia Artística se celebró en dos sedes distintas: el concurso masculino en Essen (RFA) y el concurso femenino en Copenhague (Dinamarca) en el año 1979. El evento fue organizado por la Unión Europea de Gimnasia (UEG).

## Resultados

### Masculino
| Evento                 | Oro                                                                | Plata                                                          | Bronce                                                            |
| ---------------------- | ------------------------------------------------------------------ | -------------------------------------------------------------- | ----------------------------------------------------------------- |
| Concurso completo ind. | Stoyan Delchev Bulgaria                                            | Bogdan Makuts Unión Soviética Alexandr Tkachev Unión Soviética |                                                                   |
| Suelo                  | Stoyan Delchev Bulgaria                                            | Ralf Bärtel República Democrática Alemana                      | Lutz Mack República Democrática Alemana                           |
| Caballo con arcos      | Alexandr Ditiyatin · Unión Soviética · György Guczoghy · Hungría · |                                                                | Bogdan Makuts Unión Soviética                                     |
| Anillas                | Alexandr Ditiyatin Unión Soviética                                 | Bogdan Makuts Unión Soviética                                  | Lutz Mack República Democrática Alemana                           |
| Salto de potro         | Bogdan Makuts Unión Soviética                                      | Josef Konečný Checoslovaquia                                   | Ralf Bärtel República Democrática Alemana Stoyan Delchev Bulgaria |
| Paralelas              | Bogdan Makuts Unión Soviética                                      | Alexandr Ditiyatin Unión Soviética                             | Henri Boerio Francia Eberhard Gienger Alemania Occidental         |
| Barra fija             | Alexandr Tkachev Unión Soviética                                   | Stoyan Delchev · Bulgaria · Peter Kovács · Hungría ·           |                                                                   |

### Femenino
| Evento                 | Oro                                   | Plata                                                               | Bronce                                    |
| ---------------------- | ------------------------------------- | ------------------------------------------------------------------- | ----------------------------------------- |
| Concurso completo ind. | Nadia Comăneci · Rumania ·            | Emilia Eberle · Rumania ·                                           | Nelli Kim Unión Soviética                 |
| Salto de potro         | Nadia Comăneci · Rumania ·            | Maxi Gnauck República Democrática Alemana                           | Natalia Zhapozhnikova Unión Soviética     |
| Barras asimétricas     | Yelena Mújina Unión Soviética         | Emilia Eberle · Rumania ·                                           | Maxi Gnauck República Democrática Alemana |
| Barra                  | Natalia Zhapozhnikova Unión Soviética | Emilia Eberle · Rumania ·                                           | Nadia Comăneci · Rumania ·                |
| Suelo                  | Nadia Comăneci · Rumania ·            | Natalia Zhapozhnikova Unión Soviética Yelena Mújina Unión Soviética |                                           |

## Medallero
| Núm. | País           | Oro | Plata | Bronce | Total |
| ---- | -------------- | --- | ----- | ------ | ----- |
| 1    | URSS           | 7   | 6     | 3      | 16    |
| 2    | Rumania        | 3   | 3     | 1      | 7     |
| 3    | Bulgaria       | 2   | 1     | 1      | 4     |
| 4    | Hungría        | 1   | 1     | 0      | 2     |
| 5    | RDA            | 0   | 2     | 4      | 6     |
| 6    | Checoslovaquia | 0   | 1     | 0      | 1     |
| 7    | RFA            | 0   | 0     | 1      | 1     |
| 7    | Francia        | 0   | 0     | 1      | 1     |
|      | TOTAL          | 13  | 14    | 11     | 38    |